# Dischidia rumphii
Dischidia rumphii är en oleanderväxtart som beskrevs av Friedrich Anton Wilhelm Miquel. Dischidia rumphii ingår i släktet Dischidia och familjen oleanderväxter. Inga underarter finns listade i Catalogue of Life.